# Centaurea antennata
Centaurea antennata es una especie perteneciente a la familia Asteraceae. Se la conoce como: bracera o arbrasera. 

## Descripción
Es una pequeña hierba que habita en matorrales secos y pastizales vivaces de sus claros. Resulta endémica del E y SE de la península ibérica, destacando en la Sierra Calderona, donde la describió Léon Dufour; y en la comarca del Alto Vinalopó, estando especialmente protegida en la Microrreserva Cueva del Lagrimal de Villena. 

## Taxonomía
Centaurea antennata fue descrita por Léon Dufour y publicado en Ann. Sci. Nat. (Paris) 23 158 1831.
Etimología
Centaurea: nombre genérico que procede del griego kentauros, hombres-caballos que conocían las propiedades de las plantas medicinales.
antennata: epíteto
Citología
Número de cromosomas de Centaurea antennata (Fam. Compositae) y táxones infraespecíficos: 2n=22
Sinonimia
- Centaurea caballeroi
- Centaurea linifolia subsp. caballeroi (Font Quer & Pau) O.Bolòs & Vigo
- Jacea antennata (Dufour) Holub[2]